# Adastra Films
Adastra Films est une société de production cinématographique basée à Cannes, fondée par le producteur Sébastien Aubert et le réalisateur David Guiraud.
La société est notamment connue pour avoir produit LaRoy, le long métrage vainqueur du Grand Prix du Jury, du Prix de la Critique et du Prix du Public lors du Festival du cinéma américain de Deauville 2023.

## Historique

### Création de la société
Adastra Films a été créée en 2008 par Sébastien Aubert et David Guiraud, âgés à l'époque de 25 et 23 ans respectivement. L'objectif de cette société était en premier lieu de produire le court métrage de David Guiraud, Le Tonneau des Danaïdes.

### Production et distribution de courts métrages
Durant les premières années, Adastra Films produit et distribue des courts métrages principalement étrangers, dont certains tournés sur la Côte d'Azur.
En 2011, Adastra Films produit le court métrage américain Deux Inconnus, de Christopher Radcliff et Lauren Wolkstein. Le tournage a lieu dans la banlieue de New York, et mobilise 25 personnes. Le film est sélectionné dans plusieurs festivals dans le monde dont le Festival de Sundance et le Festival de Clermont-Ferrand. Le film figure sur la liste des courts métrages shortlistés pour la 84e cérémonie des Oscars en 2012, mais ne sera finalement pas sélectionné parmi les 6 nommés. Deux Inconnus est diffusé lors des soirées Histoires Courtes sur France 2.
En août 2012 se déroule le tournage du court métrage Social Butterfly, produit par Adastra Films. Pendant 6 jours, dans la commune de Valbonne, c'est près de 70 personnes qui travaillent pour réaliser ce film de Lauren Wolkstein au budget de 20 000 euros. Ce court métrage est sélectionné dans plusieurs festivals autour du monde dont le Festival du film de Sundance en 2013, présidé par Robert Redford.

### Le passage au long métrage
En 2013, Adastra Films produit son premier long métrage Brides, réalisé par Tinatin Kajrishvili. Il est diffusé en février 2014, en première mondiale lors de la 64e édition du festival international du film de Berlin, où il obtient le troisième Prix du Public. Le film est également sélectionné au Festival du film de Tribeca la même année.
Adastra Films produit le premier long métrage de Lauren Wolkstein et Christopher Radcliff, The Strange Ones. Le film, adapté de leur court métrage Deux inconnus est notamment financé par des fonds d’investissements américains et des particuliers qui permettent de lever 725 000$ de budget. En 2016, il est annoncé qu'Alex Pettyfer et James Freedson-Jackson rejoignent le casting pour incarner les deux personnages principaux. Le tournage a lieu dans le nord de l'État de New-York, durant 20 jours. En juin 2017, le film remporte le Prix du Jury au Champs-Elysée Film Festival et l'acteur James Freedson-Jackson est récompensé pour sa performance dans le rôle de Sam au festival South by Southwest la même année. Le film sort au cinéma en décembre 2017 aux États-Unis et en juillet 2018 en France, distribué par Épicentre Films, où il reçoit des critiques favorables, mais une sortie assez confidentielle dans 40 salles.
En 2015, Sébastien Aubert a un coup de cœur pour le court métrage Domingo, alors sélectionné au Festival Biarritz Amérique latine . Il propose à son réalisateur d'adapter son histoire en long métrage et quatre ans plus tard, le tournage a lieu dans une favela de Guadelajara au Mexique, d'où le réalisateur est originaire. Le film a été financé par un pool d'investisseurs indépendants. La post-production a lieu dans le studio Label 42 à Marseille. Le film est sélectionné à la 46e édition du Festival International du Film de Toronto et remporte le prix Made in Jalisco à la 36e édition du Festival International de Guadalajara en 2021. Il est distribué aux États-Unis par Samuel Goldwyn Films et à l'international par Picture Tree International. Le film est ajouté au catalogue de Tubi, une plateforme de vidéo à la demande américaine en septembre 2021.
En août 2020, Adastra Films lance le tournage de Pulse (ou Heartbeast), anciennement nommé A Girl's Room. Ce tournage a lieu en grande partie sur la Côte d'Azur et se déroule avec des mesures contre le COVID très strictes. Il s'agit du premier long métrage de la réalisatrice finlandaise Aino Suni, co-produit entre la France, l'Allemagne et la Finlande, avec un budget de 1,3 million d'euros. Le film effectue sa première mondiale au Festival international du film de Göteborg 2022, où il est nommé parmi les meilleurs films nordiques. Durant la cérémonie des Jussis 2023, équivalent finlandais des Oscars américains, le film est nommé dans 4 catégories et remporte la meilleure photographie et la meilleure musique.
En septembre 2023, le film LaRoy, réalisé par Shane Atkinson et produit par Adastra Films, remporte le Grand Prix, le Prix du Public et le Prix de la Critique au Festival du Cinéma Américain de Deauville, soit les trois titres majeurs du festival. Ce film tourné au Nouveau-Mexique pour deux millions de dollars, a dans son casting John Magaro, Steve Zahn, et Dylan Baker. Sébastien Aubert et le réalisateur se sont rencontrés lors du Festival du court-métrage de Clermont-Ferrand en 2013. Shane Atkinson y présentait Penny Dreadful, un court métrage pour lequel Sébastien Aubert a eu un coup de cœur. LaRoy sort en salles françaises en avril 2024 et réalise en 9 semaines plus de 67 000 entrées.
Fin 2023 se déroule à Nice le tournage de Brûle le Sang, le premier film du réalisateur franco-géorgien Akaki Popkhadze. Le film produit par Adastra Films, qui met en vedette Nicolas Duvauchelle, Denis Lavant ou encore Finnegan Oldfield, a un budget de 3 millions d'euros. Le film effectue sa première mondiale au Festival International du Film de San Sebastian en septembre 2024 et sort dans les cinémas français le 8 janvier 2025.

## Production
Sauf indication contraire, les informations mentionnées dans cette section peuvent être confirmées par la base de données cinématographiques IMDb,  présente dans la section « Liens externes ».

### Longs métrages
- 2014: Brides réalisé par Tinatin Kajrishvili
- 2017: The Strange Ones réalisé par Christopher Radcliff et Lauren Wolkstein
- 2019: The Climb réalisé par Michael Angelo Covino (producteur exécutif)
- 2020: Domingo réalisé par Raul Lopez Echeverria
- 2022: Heartbeast réalisé par Aino Suni
- 2024: LaRoy réalisé par Shane Atkinson
- 2025: Brûle le Sang réalisé par Akaki Popkhadze

### Courts métrages
- 2008: Le Tonneau des Danaïdes réalisé par David Guiraud
- 2008: V masshtabe réalisé par Marina Moshkova
- 2010: I am Agha réalisé par Muhammard Umar Saeed
- 2010: Jour 0 réalisé par Vincent Diderot
- 2011: Deux inconnus réalisé par Christopher Radcliff et Lauren Wolkstein
- 2011: Le Nid réalisé par Tornike Bziava
- 2012: Black Mulberry réalisé par Gabriel Razmadze
- 2013: Social Butterfly réalisé par Lauren Wolkstein
- 2013: L'assistante réalisé par David Guiraud et Anne-Claire Jaulin
- 2014: Jonathan's Chest réalisé par Christopher Radcliff
- 2015: Mine de Rien réalisé par Grzegorz Jaroszuk
- 2015: H recherche F réalisé par Marina Moshkova
- 2016: Maxiplace réalisé par Vincent Diderot
- 2016: En Proie réalisé par David Guiraud
- 2017: Nuit Rouge réalisé par Yann Pierre
- 2018: The Ambassador réalisé par Shane Atkinson
- 2022: Hors de la Brume réalisé par Tigrane Minassian

## Films 06

### Clips et Publicités

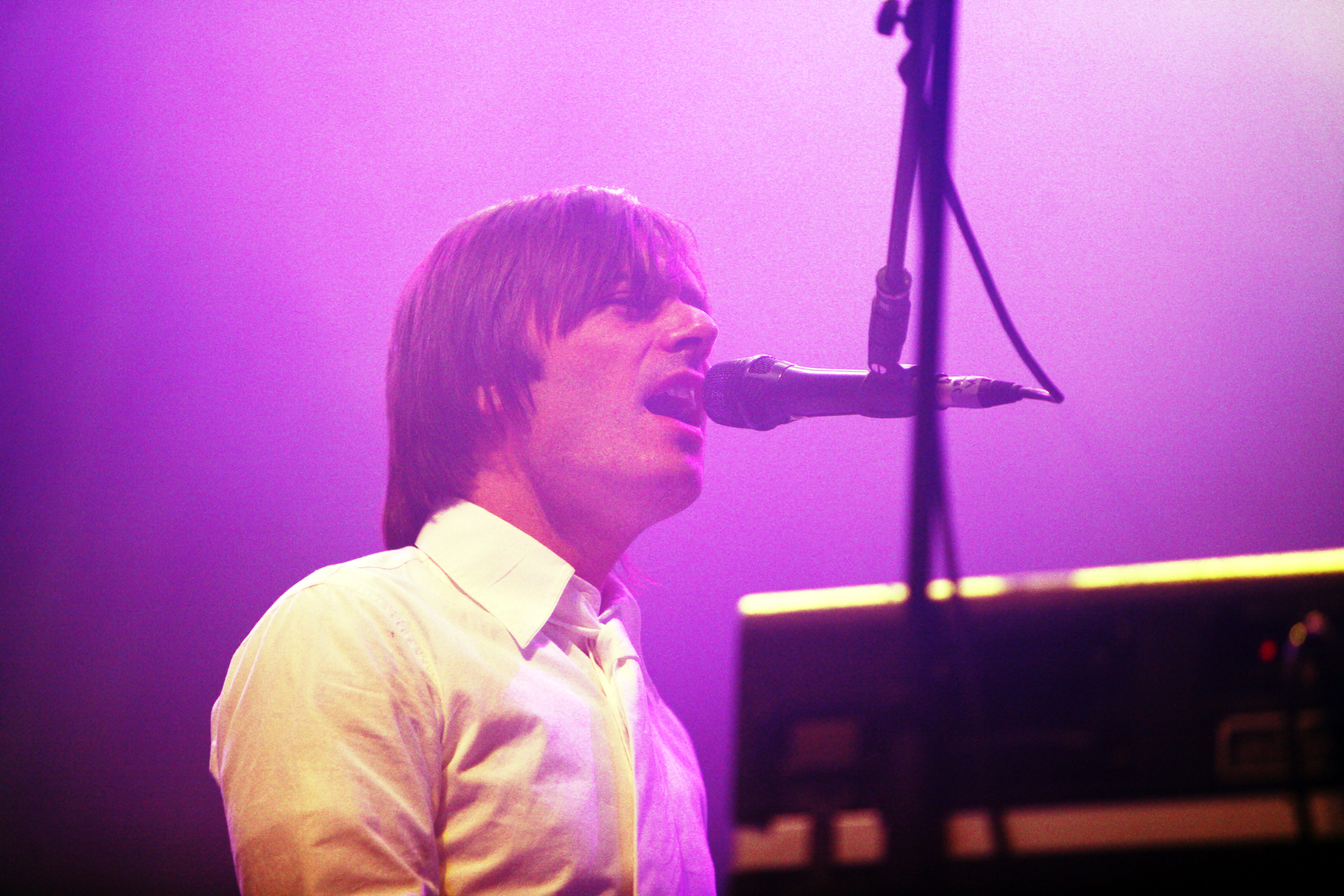
JB Dunckel du groupe Air

Films 06 est une agence de publicités et de vidéos, marque de la société Adastra Films. En 2015, Films 06 réalise le clip Jeune fille trois étoiles pour JB Dunckel, du groupe Air. Le clip est tourné à la villa Domergue à Cannes en 360°, grâce à la technologie Panocam3D et peut être regardé avec un casque de réalité virtuelle.
En 2021, Xiaomi fait appel à Films 06 pour le lancement de son nouveau smartphone, le Xiaomi Mi11. L’agence réalise pour la marque une vidéo de 25 minutes “Le futur en avant-première”, tournée au Musée des Arts Asiatiques de Nice, et visionnée plus de 3 millions de fois en une semaine.

### Reconnaissance pour Cannes 360°
En 2018, pour le Palais des Festivals et la Mairie de Cannes, Films 06 crée l’application Cannes 360. Cette application permet, à l’aide de vidéos immersives en 360°, de visiter le Palais des Festivals, ainsi que la vieille ville.
Ce concept d’application touristique à 360° remporte le Prix Régional  « 10.000 start-ups pour changer le monde » (organisé par la BNP et La Tribune), ainsi que le Dauphin d’Argent aux Cannes Corporate Media & TV Awards.